# José Antonio De Rojas y Untuguren

## Biografía
José Antonio De Rojas y Untuguren Corregidor, hombre público de Chile, erudito, considerado precursor intelectual de la independencia, hijo de Andrés de Rojas y la madriz  adinerado regidor perpetuo del Cabildo santiaguino y María Mercedes Untuguren y Calderon, nació en Santiago de Chile en 1732 en el seno de una familia criolla acomodada. Fue capitán de caballería y es considerado como uno de los precursores de la Independencia de Chile. Estudió en la Universidad de San Felipe y, en un contexto en el que el espacio público estaba controlado por la corona española, era un ferviente promotor de las ideas ilustradas y de la instalación de una imprenta en Chile,Gestor de la Independencia de Chile tío de José Miguel Infante De Rojas quién posteriormente fuese Presidente de la Junta Nacional de Gobierno de Chile. 
Tras una breve estadía en Perú, en 1772 viajó a España donde se impregnó de las nuevas ideas provenientes principalmente desde Francia y que lo motivaron a adquirir 16 cajas de libros que embarcó a Valparaíso en 1778. Según algunos autores, apoyados en variados testimonios, en esas arcas llegaron al país, por primera vez, obras radicales de la Ilustración francesa como la Enciclopedia de Diderot y D´Alambert, libros de Rousseau, de Montesquieu y Voltaire. A pesar de que estos libros no figuran en el inventario de títulos de la biblioteca De Rojas levantado en 1840, esta biblioteca privada -sin lugar a dudas- es testimonio de la creciente importancia del espíritu crítico ilustrado y la mentalidad científica en algunos grupos de la sociedad chilena del tiempo.
Para internar estos libros a Chile, José Antonio De Rojas y Untuguren tuvo que realizar una serie de complejas gestiones. En primer lugar, encargó los títulos que más le interesaban a París, los que compró a través de Mr. Monneron, un agente francés que contrató para que encontrara los títulos que no circulaban en España y se los enviara al puerto de Cádiz desde donde saldrían a Valparaíso.
Al mismo tiempo tuvo que idear una complicada estrategia para ingresar los libros que estaban prohibidos por la Inquisición en Chile. Primero, le indicó a Mr. Monneron que no los incluyera en la enmienda a Cádiz porque seguramente serían requisados al ser considerados "libros perversos". Por esto mismo, solicitó que estos libros fueran enviados a Bayona, donde él mismo los retiró y gestionó su envío a Chile.
Paralelamente, De Rojas contrató a otro agente en Roma, quien, luego de largas gestiones y altas sumas de dinero, consiguió una licencia del Papa Pío VI para que su cliente pudiera tener y leer algunos libros prohibidos.
Una vez conseguidos todos los libros, mantuvo las cajas por un largo tiempo en una casa particular de Cádiz, esperando la ocasión propicia para embarcar la mercancía hacia Valparaíso. En Chile, por su parte, montó un operativo junto a familiares y amigos para que se ocuparan de desembarcar los libros, evitaran la apertura de las cajas y, con ello, la posibilidad de que fueran requisados. Respecto de estas dificultades, De Rojas escribió: "Me han costado mucho dinero, y el incesante trabajo de más de tres años, en que he efectuado exquisitas diligencias, prodigando el dinero en las principales cortes de Europa. Hasta de San Petersburgo he hecho venir libros que no se encuentran en otras partes" (citado en Sergio Villalobos. Tradición y reforma en 1810. Santiago: Universitaria, 1961. p. 126).
Con el arribo de los libros, José Antonio De Rojas y Untuguren se convirtió en el dueño de una de las bibliotecas más importantes y modernas de Chile. Entre los volúmenes de esta biblioteca típicamente ilustrada, se encontraban diccionarios, libros de ciencias, historia, literatura, libros de viajes y bellas artes.
Su casa rápidamente se convirtió en centro de tertulias y foco de la difusión de ideas políticas ilustradas que planteaban la posibilidad de establecer en Chile un régimen republicano. A raíz de esto, en 1781, junto a Antonio Berney y Antonio Gramusset, ciudadanos franceses avecindados en Chile, fue involucrado en la conspiración conocida como de los tres Antonios. Esto implicó que fuera apresado y exiliado a España, donde, sin embargo, debido a sus influencias familiares, fue absuelto.

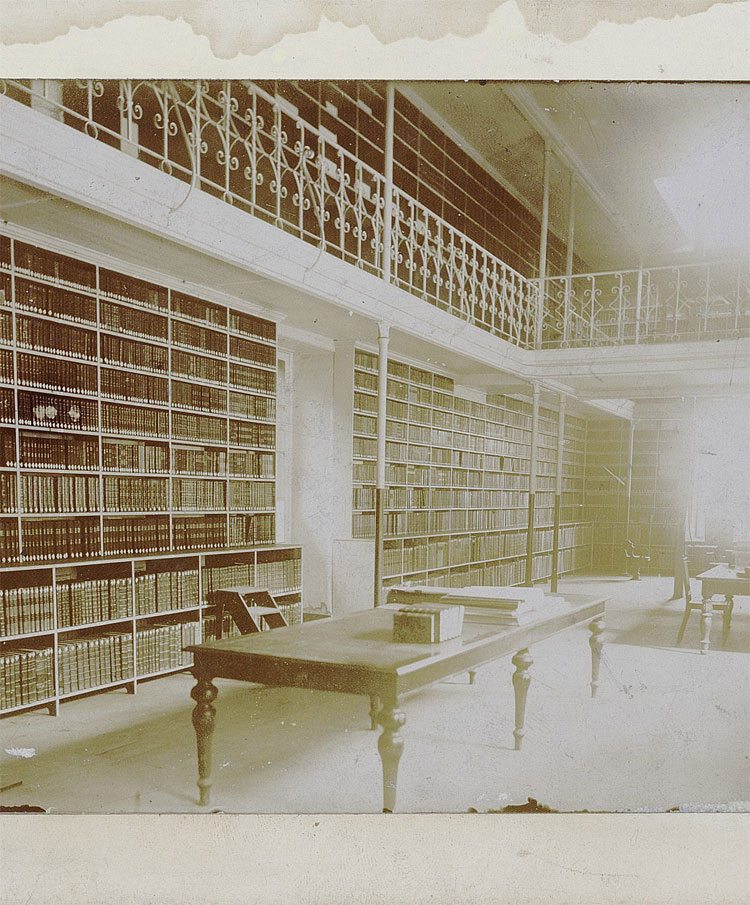

En 1810, José Antonio De Rojas y Untuguren-uno de los más importantes proveedores de lecturas ilustradas dentro de la elite local de la época- fue detenido junto a Juan Antonio Ovalle y Bernando de Vera, acusados por el entonces gobernador García Carrasco de instalar ideas subversivas. Este hecho es considerado como uno de los detonantes del estallido del movimiento independentista. Debido a su importante rol durante la Guerra de Independencia, en 1814, durante el período de la Reconquista española, fue prisionero y enviado a la isla Juan Fernández junto a Juan Egaña y Manuel de Salas, al ser considerado un traidor a la corona española.
En 1817, a días de terminar su cautiverio y volver a Valparaíso, José Antonio De Rojas murió a los 85 años de edad, dejando como patrimonio una biblioteca de 472 títulos con un total de 2.155 volúmenes.
Durante enero del año 1778, se casa con María Mercedes de Salas, cuyo matrimonio había postergado antes de emprender su viaje a España. De su matrimonio nacen Juan Miguel De Rojas y Untuguren María Mercedes De Rojas y Untuguren.

## Uno de los Tres Antonios
En 1781 se denunció en Santiago la existencia de una conspiración a la que se denominó de "
Los Tres Antonios". En ella, además de Rojas, estaban implicados los ciudadanos franceses Antonio Berney y Antonio Gramusset.
El primero se había radicado en Chile alrededor de 1776. Tras los hechos en que se vio implicado, se le remitió a Lima y en 1784 fue enviado a España en el navío San Pedro Alcántara, que naufragó en las costas de Portugal, Berney pereció ahogado.
Antonio Gramusset, por su parte, nació en Premelieu, Francia, en 1740 y arribó a Chile en 1764. Ese mismo año se enroló como cadete en una compañía militar formada en Santiago por los extranjeros residentes en la ciudad.
Se sabe que arrendó una hacienda que era propiedad del convento de La Merced. Al igual que su compatriota fue encarcelado en Lima, desde donde fue enviado a España.

## Nuevamente Sospechoso
En 1810, De Rojas fue detenido junto a Juan Antonio Ovalle y Bernardo de Vera, por orden del Gobernador García Carrasco, debido a la denuncia sobre una conjura independentista que los tres estarían planificando. A pesar de la resistencia del Cabildo, los acusados fueron remitidos a Valparaíso. De Rojas y Ovalle fueron enviados al Perú, desde donde retornaron tras demostrar su inocencia.
Por participar en el movimiento independentista, fue relegado al presidio de Juan Fernández en 1814. A causa de su delicado estado de salud, se le trasladó a Valparaíso en 1816, donde falleció a los pocos días.

## Conspiración de los Tres Antonios

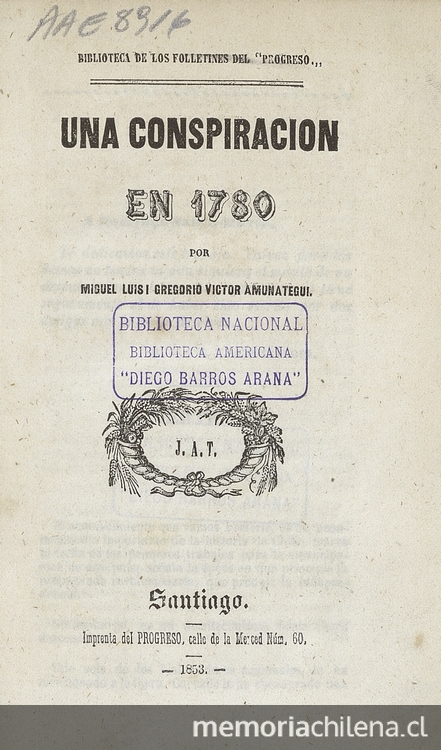

La llamada Conspiración de los tres Antonios o motín de los tres Antonios fue una conjura menor que surgió en la Capitanía General de Chile contra coloniales españolas en 1780. Fue denominada de dicha forma por sus tres principales involucrados: los franceses Antonio Berney y Antonio Gramusset, y el criollo José Antonio De Rojas.
La conspiración pretendía derribar al gobierno colonial monárquico en el país y establecer un régimen republicano, cuyo gobierno sería ejercido por un Senado popularmente elegido. Estas ideas estaban influenciadas por la filosofía política de la Ilustración francesa y L'Encyclopédie, e impulsadas por la guerra de Independencia de los Estados Unidos (1775-1783).
Aunque la conspiración fue detenida y no pasó de ser un hecho anecdótico en su momento, ha sido considerada como una precursora de los movimientos emancipadores en Chile, que tuvieron mayor importancia treinta años después, cuando se inició definitivamente el proceso de independencia de Chile.

## Protagonistas
Antonio Berney era un ciudadano francés que vivía en Santiago, donde ejercía de profesor de latín y matemáticas. En 1780 formuló un plan para establecer en Chile una repúblicaindependiente, y convenció a su compatriota Antonio Gramusset y al prominente criollo José Antonio De Rojas y Untuguren para unírsele e intentar llevarlo a cabo.

## Propuestas
Las propuestas de la conspiración eran las siguientes:

- Sustitución del régimen monárquico por el republicano.
- Gobierno establecido en un cuerpo colegiado: el soberano Senado.
- Elección popular (inclusive votarían los indígenas «araucanos» o mapuches).
- Abolición de la esclavitud y la pena de muerte.
- Fin de las jerarquías sociales.
- Redistribución de la tierra, repartiéndola entre todos los chilenos en lotes iguales.
- Exportación de la revolución al resto del mundo.

Estas propuestas se realizaron previo a la firma de la Constitución de los Estados Unidos de América (1787) y una década antes de la Revolución francesa (1789). De estas ideas, algunas se aplicaron una vez producida la independencia, como el establecimiento de un Senado y de elección popular, aunque limitada. Además, solo se aprobó la abolición de la esclavitud y la supresión de títulos de nobleza durante los gobiernos de los directores supremos Bernardo O'Higgins y Ramón Freire.

## El descubrimiento de la conjura
Durante un viaje a un pueblo cercano, Gramusset perdió su valija, que contenía los planes detallados de su conspiración. La valija fue devuelta a la policía, pero como no se podía leer al estar en francés fue enviada a la capital con el fin de ser devuelta a su propietario.  El abogado argentino Mariano Pérez de Saravia y Borante, a quien Gramusset y Berney habían confiado sus planes, los traiciona delatándoles ante el regente de la Audiencia. En 1781, quedan claras las sospechas de una conspiración contra la Corona y sus tres líderes, todo esto por una carta escrita en francés, la cual al ser traducida permitió a la policía conducir al descubrimiento de los conspiradores y sus secretos, dictando la Real Audiencia de Chile una orden de detención el 1 de enero de 1781. Berney y Gramusset fueron rápidamente enviados a Lima para ser juzgados, mientras que Rojas, a causa de su alta posición social logró evitar la cárcel. Los franceses fueron tratados con la máxima cortesía y después de un año de prisión fueron enviados a España para ser juzgados allí. Sin embargo, el barco que los conducía hasta Cádiz se hundió durante una tormenta frente a las costas de Portugal, falleciendo la mayor parte de sus tripulantes y pasajeros, entre ellos Berney; aunque Gramusset sobrevivió, no logró reponerse y murió tres meses después.
Después de un corto exilio en España, De Rojas regresó a Chile. Fue arrestado nuevamente en 1809, en vísperas de iniciarse el proceso independentista, bajo sospechas de complot, esta vez sin ningún tipo de pruebas. Su detención apresuró la caída del gobernador Francisco Antonio García Carrasco y fue uno de los detonantes del inicio del proceso de independencia de Chile.

## Fallecimiento
Tras el fin de la Patria Vieja, entre 1814 y 1816, fue relegado al archipiélago de Juan Fernández, junto a otros patriotas derrotados.
Tras la victoria definitiva de los patriotas en Chacabuco, regresó pero murió a los pocos días de su arribo debido a los malos tratos recibidos en su cautiverio y a su edad. No alcanzó a ver el triunfo de algunas de sus ideas. Su sobrino, José Miguel Infante de Rojas, como ministro fue quien llevó a cabo la abolición de la esclavitud en Chile en 1823.